# Øster Hornum Sogn
Øster Hornum Sogn er et sogn i Rebild Provsti (Aalborg Stift).
I 1800-tallet var Øster Hornum Sogn et selvstændigt pastorat. Det hørte til Hornum Herred i Ålborg Amt. Øster Hornum sognekommune blev ved kommunalreformen i 1970 indlemmet i Støvring Kommune, der ved strukturreformen i 2007 indgik i Rebild Kommune.
I 1912 blev Godthåb Kirke indviet som filialkirke, og Godthåb blev et kirkedistrikt i Øster Hornum Sogn. I 1978 blev Godthåb Kirkedistrikt udskilt som det selvstændige Godthåb Sogn.
I Øster Hornum Sogn ligger Øster Hornum Kirke.
I sognet findes følgende autoriserede stednavne:
- Abildgårde (bebyggelse, ejerlav)
- Buderupholm Mose (areal)
- Egedal Høj (areal)
- Estrup (bebyggelse, ejerlav)
- Frendrup Gårde (bebyggelse)
- Frendrup Nihøje (areal)
- Guldbæk (bebyggelse, ejerlav)
- Guldbækhede Huse (bebyggelse)
- Hornum Sø (vandareal)
- Hornum Trant (bebyggelse)
- Hovhede (areal, bebyggelse, ejerlav)
- Hæsum (bebyggelse, ejerlav)
- Moldbjerg (bebyggelse, ejerlav)
- Mølgård Huse (bebyggelse, ejerlav)
- Ravnsbjerg (areal)
- Volstrup (bebyggelse, ejerlav)
- Øster Hornum (bebyggelse, ejerlav)